# باشگاه فوتبال دبرتسنی
باشگاه فوتبال دبرتسنی (به مجاری: Debreceni Vasutas Sport Club - DVSC) یک باشگاه فوتبال در شهر دبرتسن مجارستان در لیگ دسته اول فوتبال مجارستان است. این باشگاه در تاریخ ۱۲ مارس ۱۹۰۲ تأسیس شده‌است.

## افتخارات
- لیگ دسته اول فوتبال مجارستان
  - قهرمانی (۵): ۲۰۰۵، ۲۰۰۶، ۲۰۰۷، ۲۰۰۹، ۲۰۱۰
- جام حذفی فوتبال مجارستان
  - قهرمانی (۴): ۱۹۹۹–۱۹۹۸، ۲۰۰۱–۲۰۰۰، ۲۰۰۸–۲۰۰۷، ۲۰۱۰–۲۰۰۹
- سوپر جام فوتبال مجارستان
  - قهرمانی (۵): ۲۰۰۵، ۲۰۰۶، ۲۰۰۷، ۲۰۰۹، ۲۰۱۰